# 相原志緒
相原 志緒（あいはら しお）は、千葉県出身の、主にインターネットテレビのパーソナリティ業などを行うタレント。現在は活動休止中。

## プロフィール
- 血液型 A型
- 身長　156.8cm
- 体重　44kg

## 出演番組

### 現在
- MC「からくりかまきりぃ」（アートプレイス新宿）

### 過去
- パーソナリティ「MOUSA's TV特別番組」（インターネットTV「アートプレイス新宿」）
- ゲスト「アキバ系ハローVJスペシャル」（インターネットTV「あっと驚く放送局」）